# Forteresse de Verrucole
Ne doit pas être confondu avec Forteresse de Verrucola.
La Forteresse de Verrucole (en italien : Fortezza delle Verrucole) est une forteresse médiévale située à San Romano in Garfagnana, dans la province de Lucques, dans la région de Toscane en Italie.

## Historique
Un premier lieu habité et défensif présent dans la région, qui n'existe plus aujourd'hui, fut construit par les comtes Gherardinghi (it), qui y vécurent jusqu'en 1285 , année où elle fut vendue à la république de Lucques. Il ne reste rien de la forteresse médiévale, puisque les objets visibles aujourd'hui remontent à la période de la Maison d'Este. 
L'actuelle forteresse Renaissance, pendant environ 400 ans, fut une garnison militaire imprenable des ducs d'Este du Duché de Ferrare - Duché de Modène et Reggio et aujourd'hui, après une importante restauration commandée par la municipalité de San Romano in Garfagnana, elle peut être visitée.

### Période des Gherardinghi
La famille Gherardinghi possèdait la forteresse primitive depuis 991 (propriété citée dans certains documents parfois aussi sous le nom de « Verucola Gherardenga »). En 1170, 4 familles de la Garfagnana, dont les Gherardinghi, décidèrent de devenir indépendantes de Lucques et de ne plus payer la taxe sur le sel, elles s'allièrent donc à la république de Pise. Le château fut ainsi assiégé par les Lucquois qui s'en emparèrent. En 1185, le site appelé « Curia delle Verrucole », comme en témoigne un diplôme impérial de Frédéric Ier, fut attesté comme possession de la dynastie Gherardinga, seigneurs féodaux du lieu. À la suite de la perte progressive du pouvoir des Gherardinghi, à partir de 1296 le contrôle de la forteresse revint aux mains de la république de Lucques qui la confia à la coterie Guidiccioni. 

### Période des Malaspina
De 1328 à 1345, elle devint la propriété du marquis gibelin et chef mercenaire Spinetta Malaspina (it).

### Période des Este
à partir de 1446 la forteresse passa à la maison d'Este de Ferrare qui entre-temps s'était considérablement développée dans la Garfagnana. La forteresse dans ses caractéristiques actuelles, également d'après des confirmations archéologiques, remonte à deux périodes d'Este :
- Époque du marquis Lionel d'Este (vers 1450) qui restaura la forteresse carrée et construisit la forteresse ronde,
- Époque d'Alphonse II d'Este (vers 1564) qui la rénova et la fortifia de deux remparts.

Des bâtiments médiévaux, c'est-à-dire de la forteresse, il ne reste plus rien à voir et l'ensemble de la structure doit donc être considéré comme Renaissance. Pendant plus de quatre cents ans, cette forteresse, stratégique pour toute la vallée, faisait partie du duché de Modène et de l'ancienne province de Garfagnana dans la Vicariat de Camporgiano. Entre 1522 et 1525, c'était sous le gouvernement de Ludovico Ariosto qui occupait le poste de commissaire dans la Garfagnana et s'occupait de l'organisation des garnisons militaires, y compris de la forteresse. La réorganisation du complexe décidée par l'architecte militaire Marco Antonio Pasi (it) en 1564 fut la dernière également parce qu'au cours des siècles suivants, la forteresse perdit son importance militaire.

### Fin de sa fonction militaire
Depuis la seconde moitié du XVIIIe siècle, avec la domination française, la forteresse ne remplit plus le rôle de défense militaire et après la courte période sous la principauté de Lucques et Piombino d'Elisa Bonaparte Baciocchi, où seul un ancien soldat à la retraite et sa famille, en 1866, fut aliénée du domaine de l'État et passa aux mains de divers particuliers jusqu'en 1986, date à laquelle elle fut achetée par la municipalité de San Romano in Garfagnana qui la restaura et l'ouvrit au public le 28 juillet 2012. 

## Galerie

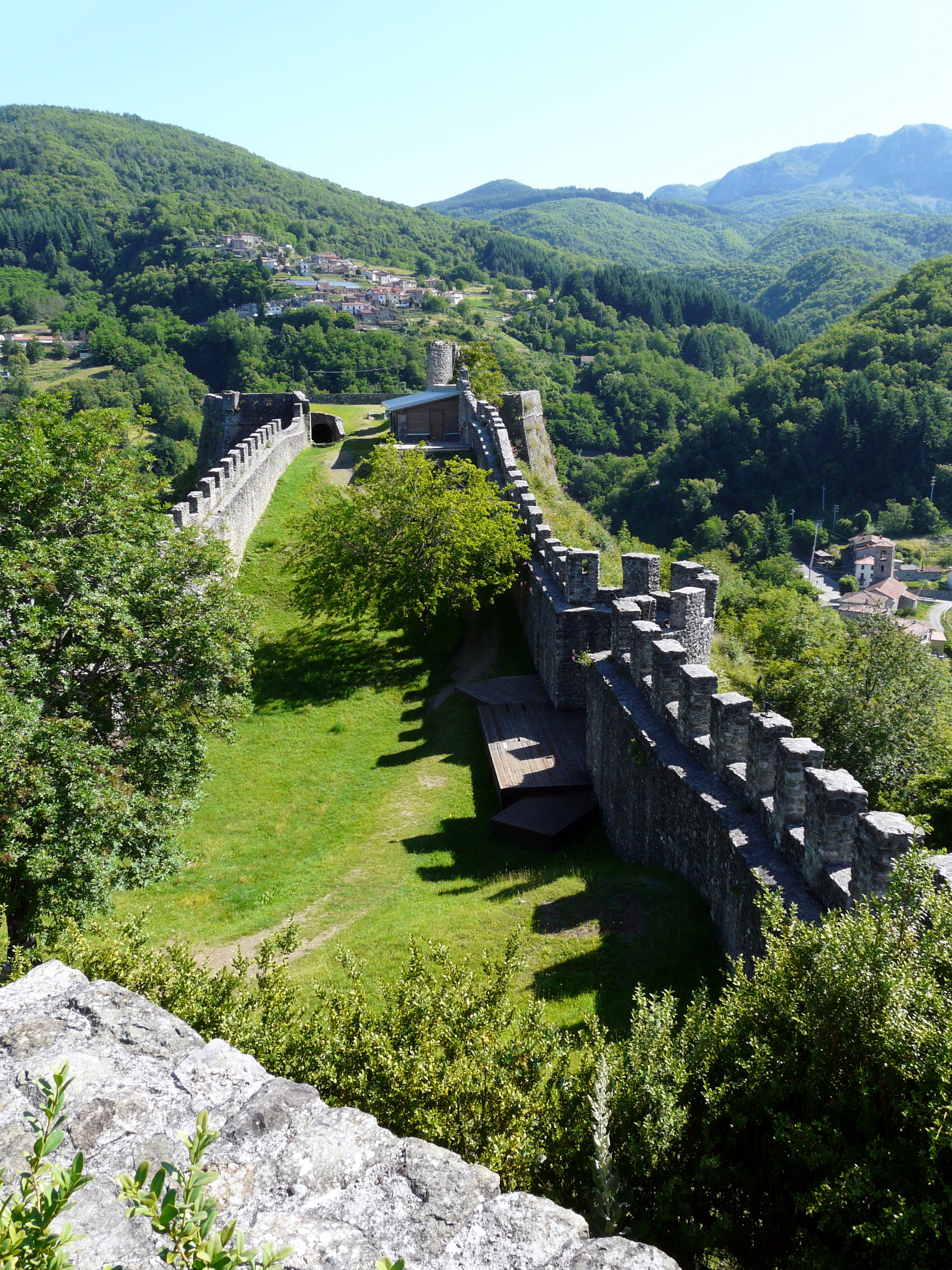
Vue de l'intérieur de la forteresse
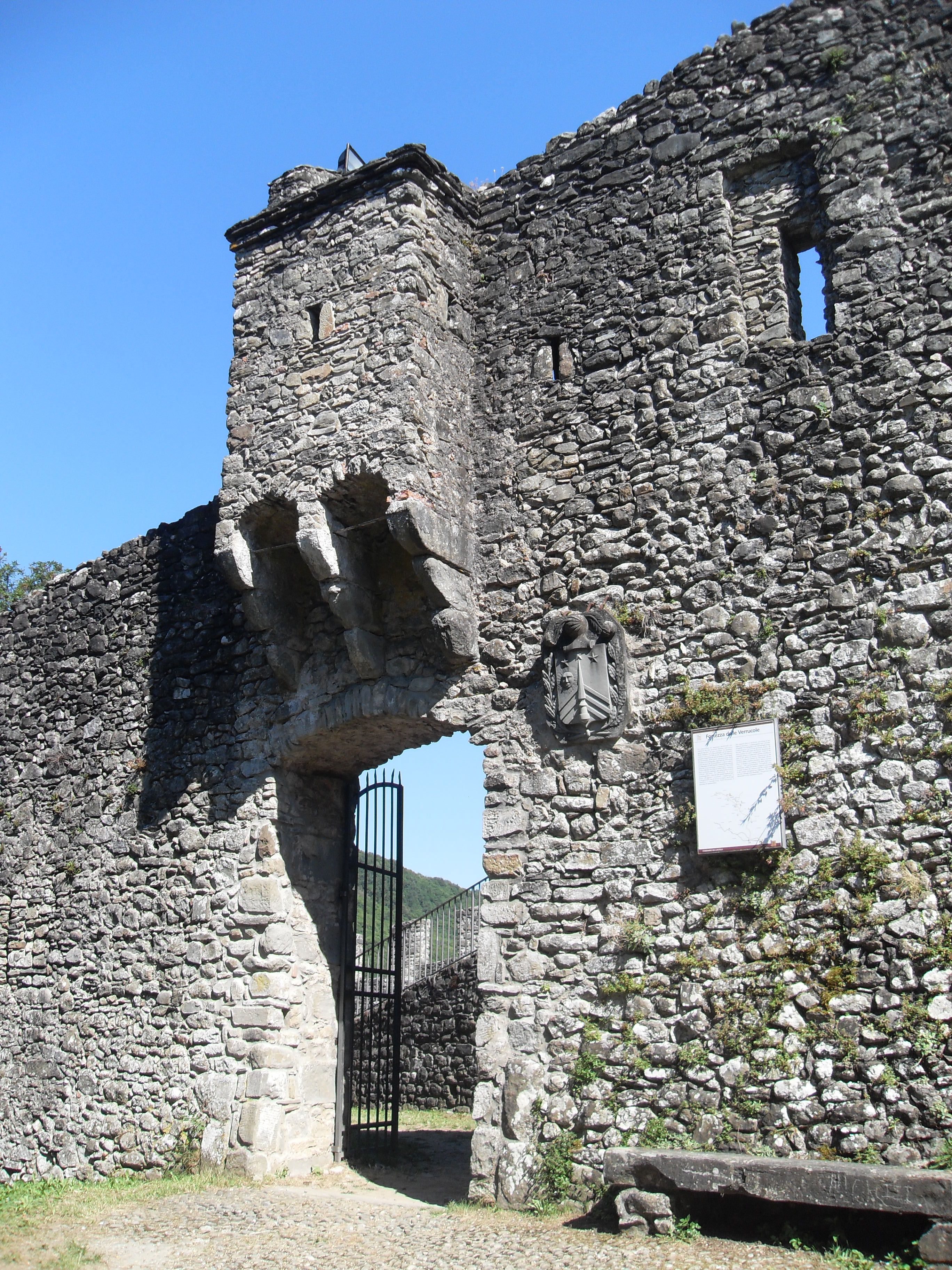
L'entrée de la forteresse
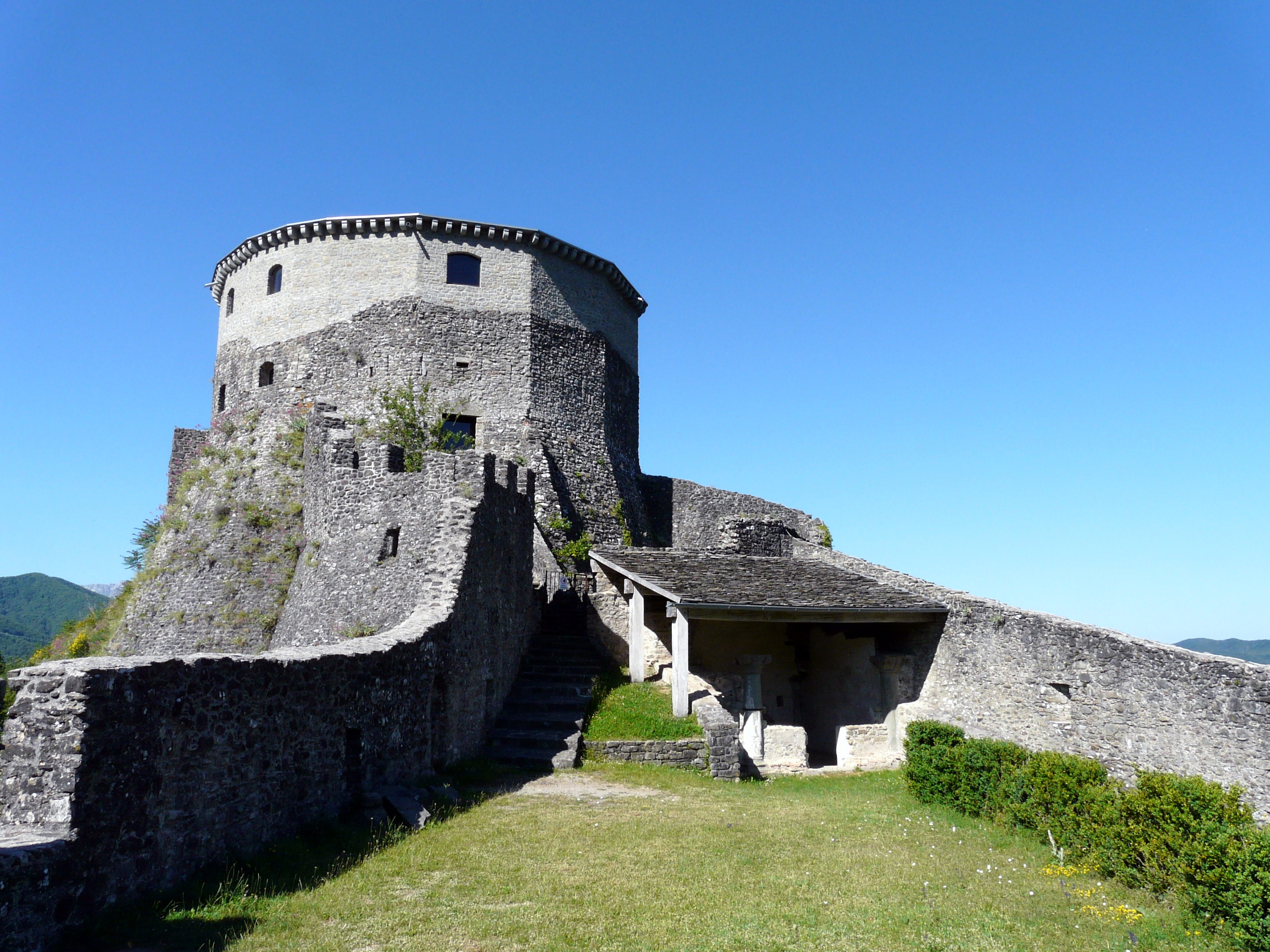
Rocca Tonda